# Рудкинское сельское поселение
Рудкинское сельское поселение — упразднённое муниципальное образование в Хохольском районе Воронежской области.
Административным центром было село Рудкино.
В состав поселения также входило село Ивановка

## География
Село Рудкино расположено на берегу реки Дон. По нему проходит трасса Воронеж  — Острогожск.

## История
Законом Воронежской области от 13 апреля 2015 года № 40-ОЗ, Гремяченское и Рудкинское сельские поселения преобразованы, путём объединения, в Гремяченское сельское поселение с административным центром в селе Гремячье.